# Charops striatus
Charops striatus är en stekelart som först beskrevs av Tohru Uchida 1932.  Charops striatus ingår i släktet Charops och familjen brokparasitsteklar. Inga underarter finns listade i Catalogue of Life.